# David Dorad
David Dorad, de son vrai nom David Callen (né le 19 décembre 1975 à Halle-sur-Saale), est un producteur et disc jockey allemand de musique électronique.

## Biographie
David Dorad est né à Halle-sur-Saale, et est fils de l'acteur Michael Kind et de la marionnettiste Conny Callen. Au milieu des années 1990, il s'installe à Berlin et commence le DJing en 1994, date à laquelle il devient un « incontournable » de la scène dance allemande selon la presse spécialisée. Ses débuts de carrière sont marqués par l'univers de la techno et de la house.
En 2004, il fonde avec des amis le collectif Bachstelzen. Il joue dans des clubs comme le Bar 25, Kater Holzig/Blau, Rakete et Ritter Butzke et dans des festivals comme le Fusion Festival, l'Appletree Garden Festival et Rocken am Brocken.
En 2022, il sort son EP Murmelot, dont le thème centrale est la marmotte,. Il joue le 23 novembre 2024 au Noble Savage de Tbilissi, en Géorgie, aux côtés d'Elefunk. 

## Discographie

### Singles et EP
- 2015 : Move Yourself
- 2015 : Bye Die Water
- 2015 : Sumo
- 2016 : Streets of Mexico
- 2022 : Murmelot